# Ceaikivka, Radomîșl
Ceaikivka (în ucraineană Чайківка) este o comună în raionul Radomîșl, regiunea Jîtomîr, Ucraina, formată numai din satul de reședință.

## Demografie
Componența lingvistică a comunei Ceaikivka
     Ucraineană (99,09%)
     Alte limbi (0,65%)
Conform recensământului din 2001, majoritatea populației comunei Ceaikivka era vorbitoare de ucraineană (99,09%), existând în minoritate și vorbitori de alte limbi.